# Планински тапир
Планински тапир или вунасти тапир (лат. Tapirus pinchaque) је најмања врста тапира и једина која живи ван тропских кишних шума. Има дугачку длаку сиво-црне или мрке боје, у зависности где живи, са светлијим образима. Дужина тела им је око 180 цм, висина 75 цм и тежина 150 до 225 кг.
Његово станиште су високопланинске шуме и пашњаци на Андима. Води усамљенички начин живота и тешко га је видети. Најугроженији је од свих врста тапира са процењених 2 500 јединки у Колумбији, Еквадору и северном Перуу.